# 2043 Ortutay
Ortutay (asteróide 2043) é um asteróide da cintura principal com um diâmetro de 44,69 quilómetros, a 2,782931 UA. Possui uma excentricidade de 0,1047845 e um período orbital de 2 001,96 dias (5,48 anos).
Ortutay tem uma velocidade orbital média de 16,89294337 km/s e uma inclinação de 3,07764º.
Esse asteróide foi descoberto em 12 de Novembro de 1936 por György Kulin.